# Battaglia di Cremona (1427)
La Battaglia di Cremona fu uno scontro militare che si svolse nel luglio 1427 tra l'esercito di Filippo Maria Visconti, duca di Milano, e quello della lega anti-viscontea guidata dal Carmagnola, capitano generale della Repubblica di Venezia.

## Storia

### Antefatti
In seguito alla sconfitta dell'esercito visconteo da parte dei genovesi a Sestri Levante e all'adesione della Repubblica di Venezia alla lega anti-viscontea composta dalla Repubblica di Firenze, dal Ducato di Ferrara, dal Marchesato di Mantova, dalla Repubblica di Siena, dal Ducato di Savoia e dal Regno di Sicilia, la città di Brescia si era sollevata contro il duca di Milano sotto la guida degli Avogadro. Francesco Sforza, nominato capitano generale da Filippo Maria Visconti, aveva tentato inutilmente di riprendere la città per poi essere costretto a ritirarsi a causa dell'arrivo dell'esercito fiorentino e dei rinforzi veneziani. Al suo posto, il duca aveva nominato quale nuovo generale Carlo II Malatesta. 
Ormai in una situazione precaria, Filippo Maria Visconti dovette cedere Forlì e Imola a papa Martino V, al fine di conquistare il suo favore. Richiese poi una mediazione pontificia e il cardinale Niccolò Albergati il 30 dicembre 1426 stabilì la Tregua di Venezia. Il duca di Milano in questo modo recuperò i territori occupati da Firenze in Liguria ma dovette rinunciare al vercellese a favore di Amedeo VIII di Savoia, e a Brescia, che passò sotto il controllo di Venezia.
La tregua durò poco e nella primavera del 1427 l'esercito visconteo tornò ad assediare Brescia. I veneziani d'altra parte non avevano perso tempo, rinforzando l'esercito terrestre e allestendo una flotta per ottenere il controllo del Po. Il Carmagnola a maggio si portò con un esercito di 40 000 uomini nel mantovano e giunto presso l'Oglio, sconfisse l'esercito visconteo a Gottolengo. Catturò il castello di Binanuova a colpi di bombarda poi attraversò il fiume puntando su Cremona. Nel frattempo la flotta veneziana aveva catturato diversi borghi lungo il corso del Po e si era portata anch'essa vicino alla città dove era riuscita a cogliere di sorpresa Pasino degli Eustachi catturando quattro galeoni viscontei e costringendo i restanti a ritirarsi. Le navi veneziane si spinsero sino alla foce del Ticino per poi doversi ritirare di nuovo a Cremona in quanto le rive in quell'area erano presidiate dal nemico.

### Battaglia
Filippo Maria Visconti radunò un esercito di 30 000 uomini di cui si mise personalmente alla testa al fine di sollevare il morale delle truppe. Si portò rapidamente verso Cremona, stabilendo l'accampamento ad un miglio dalle mura della città mentre il nemico si trovava a tre miglia presso Castelsecco. Il duca ordinò quindi ai suoi capitani di attaccare immediatamente il nemico. Il Carmagnola si affrettò a schierare l'esercito tra una fossa che aveva fortificato in precedenza e una lunga fila di carri disposta in modo da formare una sorta di bastione, che costituiva al contempo uno dei lati del suo accampamento. Quando i soldati viscontei giunsero presso la fossa, Angelo della Pergola e Guido Torelli cercarono di frenarli, sconsigliandoli di oltrepassarla. Per qualche tempo i due eserciti si fronteggiarono senza che alcuno dei due decidesse di dar battaglia poi Francesco Sforza, Cristoforo da Lavello e Ardizzone da Carrara, decisero di superare la trincea. Antonello da Milano si portò con le sue squadre sulla sinistra dell'esercito visconteo, aprendosi la strada a forza tra i campi coltivati, poi aggirò il nemico piombando sul fianco destro dell'accampamento veneziano e facendo strage del debole presidio rimasto. Nel frattempo il corpo centrale dell'esercito ducale aveva respinto i veneziani a ridosso dei carriaggi. Qui il Carmagnola cadde da cavallo e sarebbe stato catturato se i suoi uomini non lo avessero subito circondato permettendogli di salvarsi. Quando si sparse la voce che il Carmagnola era caduto in battaglia, i saccomanni e i galuppi viscontei credendo che ormai lo scontro fosse vinto si portarono nell'accampamento nemico e si diedero al saccheggio. Il Carmagnola ne approfittò per inviare alcune squadre che circondarono l'accampamento, misero facilmente in fuga i saccomanni e costrinsero a ritirarsi anche gli uomini di Antonello da Milano, catturandone ben cinquecento. La mischia presso i carri aveva nel frattempo fatto sollevare una nube di polvere che rendeva difficile distinguere alleati e nemici. Molte squadre di entrambi gli schieramenti si ritirarono e lo Sforza, rimasto tra i pochi a combattere, rischiò di essere catturato. La battaglia durò in tutto circa 8 ore, dalla seconda ora dopo l'alba sino a sera.

### Conseguenze
La battaglia ebbe esito incerto. Entrambi gli schieramenti ebbero un discreto numero di morti e feriti e almeno 500 prigionieri. Filippo Maria Visconti, avuta notizia che il duca Amedeo VIII di Savoia e il marchese Giovanni Giacomo del Monferrato avevano approfittato della precaria situazione del Ducato per invadere il novarese, fu costretto a tornare a Milano.
Il Carmagnola si ritirò da Cremona tallonato dallo Sforza che riconquistò il castello di Binanuova, facendo gettare nel fiume le guardie che lo presidiavano. Pochi giorni dopo il castello fu nuovamente catturato dai veneziani che fecero subire la stessa sorte al presidio visconteo. Il Carmagnola decise quindi di assediare l'importante porto fluviale di Casalmaggiore e ne atterrò la torre che ne presidiava le porte a colpi di bombarda, costringendolo alla resa.